# Bernhard Goetzke
Bernhard Goetzke (Danzig, 5 de juny de 1884 − Berlín, 7 d'octubre de 1964) va ser un actor de cinema alemany. Va treballar com a actor en unes 130 pel·lícules entre els anys 1917 i 1961. Entre altres projectes va participar en films de destacables directors com ara Joe May o Fritz Lang.

## Biografia
Va estudiar actuació a Düsseldorf i Dresden, i la seva carrera teatral va començar a Berlín durant la Primera Guerra Mundial. Va ser descobert pel director austríac Joe May que la va fer debutar al cinema el 1918.
Va rodar un parell de pel·lícules sota la direcció d'altres directors, però la seva consagració va arribar el 1921 amb la pel·lícula La tomba índia dirigida per May. Convertit després en un dels més grans actors alemanys del cinema mut, en el mateix any va participar en altres tres pel·lícules importants, Els germans Karamàzov ,  Destino  i  Dr. Mabuse  .
També conegut internacionalment, va rodar també a Anglaterra, França i Itàlia, on el 1926 va ser un dels principals intèrprets de la pel·lícula Els últims dies de Pompeia. La seva carrera cinematogràfica va continuar amb l'arribada del cinema sonor fins a principis dels anys 1940, i es va especialitzar en papers difícils, interpretant sovint personatges autoritaris.
Goetzke mai va abandonar l'activitat teatral que va mantenir fins a la seva mort.
Va morir a Berlín, el 7 d'octubre de 1964.

## Filmografia[2]
- 1919: Madame Dubarry
- 1921: Das indische Grabmal, Joe May
- 1921: Der müde Tod, Fritz Lang
- 1921: Dr. Mabuse, der Spieler, Fritz Lang
- 1922: Vanina, Arthur von Gerlach
- 1924: Die Nibelungen, Fritz Lang
- 1925: Die Verrufenen, Gerhard Lamprecht
- 1925: Die Prinzessin und der Geiger
- 1926: The Mountain Eagle
- 1926: Die Unehelichen, Gerhard Lamprecht
- 1929: Salamander, Grigori Roschal
- 1930: Städte und Jahre, Jewgeni Tscherwjakow
- 1932: Der schwarze Husar
- 1932: Die Tänzerin von Sanssouci, Friedrich Zelnik
- 1933: Polizeiakte 909, Robert Wiene
- 1942: Die Entlassung, Wolfgang Liebeneiner
- 1942: Der große König, Veit Harlan
- 1950: Das kalte Herz, Paul Verhoeven
- 1950: Semmelweis - Retter der Mütter
- 1956: Adam und Eva